# Black Beauty (roman)

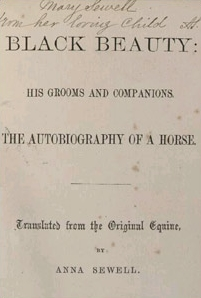
De eerste uitgave van Black Beauty, met een handgeschreven opdracht van Anna Sewell aan haar moeder

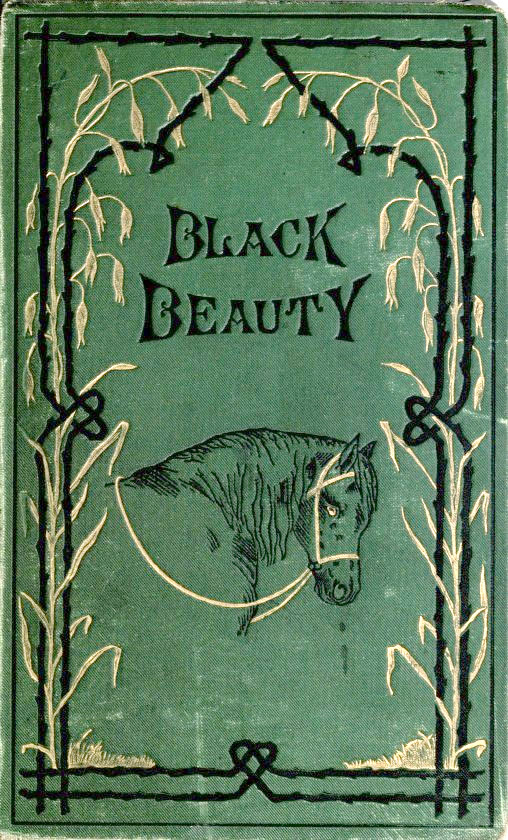
De eerste editie van Black Beauty uit 1877, uitgegeven door London: Jarrold and Sons

Black Beauty is een roman uit 1877 van de Britse schrijfster Anna Sewell. De roman wordt beschouwd als een klassiek kinderboek en is vele malen verfilmd. Er zijn meer dan 50 miljoen exemplaren van verkocht.
Black Beauty was de enige roman van Sewell. Ze schreef de roman in haar woning in Old Catton (nabij Norwich) in de periode 1871-1877, een periode dat ze een slechte gezondheid had. Soms was ze te ziek om te schrijven en dicteerde vanuit haar ziekbed aan haar moeder, de schrijfster Mary Wright Sewell. Vanaf 1876 schreef ze ook op stukjes papier die haar moeder vervolgens overschreef.
Sewell verkocht de roman op 24 november 1877 aan Jarrods, een warenhuis in Norwich. Ze stierf vijf maanden na de publicatie, maar leefde nog wel lang genoeg om mee te maken dat het boek een enorme bestseller werd. De bekendste uitgave van Black Beauty is waarschijnlijk die uit 1915, met illustraties door de kunstschilderes Lucy Kemp-Welch. In 2021 verscheen een nieuwe Nederlandstalige hertaling met illustraties van Charlotte Dematons.

## Inhoud
De roman, met de volledige titel Black Beauty: The Autobiography of a Horse, vertelt het levensverhaal van het gitzwarte paard Black Beauty. Het verhaal wordt verteld in de eerste persoon, dus vanuit het perspectief van het paard. De roman was niet bedoeld als kinderboek maar als boek voor mensen die met paarden werken. Het doel van Sewell was om een einde te maken aan dierenmishandeling van paarden. Door het enorme succes van het boek kwam er veel aandacht voor dierenleed bij paarden. Zo was het bijvoorbeeld in die tijd in de mode om de staart te couperen en teugels te gebruiken die zo strak zaten dat het paard pijn kreeg en moeilijk kon ademhalen. Black Beauty fulmineerde hiertegen. Maar ook oogkleppen konden niet door de beugel: volgens Sewell konden oogkleppen ongelukken veroorzaken omdat een paard beter in het donker kon zien dan een mens en de oogkleppen dit verhinderden.

## Impact
Black Beauty inspireerde een hele serie andere romans met dieren in de hoofdrol, zoals Beautiful Joe uit 1893 over een hond en een reeks boeken van de zusters Pullein-Thompson, zoals Black Ebony en Black Raven, over paarden die bloedverwanten van Black Beauty waren.
Vanwege de titel — Black Beauty betekent "zwarte schoonheid" — werd de roman verboden door de censors van het apartheidregime van Zuid-Afrika.

## Films en televisieseries
Het boek is een aantal keer verfilmd, waaronder:
- Black Beauty (1946), waarin Black Beauty gespeeld werd door Fury, destijds het best betaalde dier in Hollywood na Lassie
- Black Beauty (1971), met onder meer kindacteur Mark Lester en de Oostenrijkse actrice Maria Rohm
- Black Beauty (1994), met onder meer Sean Bean en David Thewlis; de stem van Black Beauty werd ingesproken door Alan Cumming
- Black Beauty (2020), met onder meer Mackenzie Foy en Iain Glen; de stem van Black Beauty werd ingesproken door Kate Winslet

De Britse televisieserie The Adventures of Black Beauty (1972-1974) was niet een verfilming van het boek maar ging verder waar het boek ophield. De serie van 54 afleveringen, uitgezonden door de NCRV in Nederland in 1974-1975, had een memorabel themanummer, Galloping Home, dat zelfs als single werd uitgebracht. In 1990 kwam er een vervolg op de serie, The New Adventures of Black Beauty.